# Adulterio (romanzo)
Adulterio (Adultério) è un romanzo del 2014 di Paulo Coelho. In Italia è uscito il 4 giugno 2014.

## Trama
Linda ha 31 anni e, agli occhi di tutti, la sua vita è perfetta: vive in Svizzera, uno dei paesi più sicuri del mondo, ha un matrimonio solido e stabile, un marito molto affettuoso, figli dolci e educati, e un lavoro da giornalista di cui non si può lamentare. 
Ma d'un tratto inizia a mettere in dubbio questa sua quotidianità, la prevedibilità dei suoi giorni. Non riesce più a sopportare lo sforzo che le richiede fingere di essere felice. Tutto questo cambia quando incontra per caso un suo innamorato degli anni dell'adolescenza: Jacob. È diventato un politico di successo e, durante un'intervista, finisce per risvegliare un sentimento che la donna non provava da ormai troppo tempo: la passione. Ora Linda sarà disposta a tutto per conquistare quell'amore impossibile, e dovrà esplorare fino in fondo tutte le emozioni umane per poter poi trovare la redenzione.

### Edizioni
- Paulo Coelho, Adultério, Sextante, 2014
- Paulo Coelho, Adulterio, Bompiani, 2014